# Kreuzigungsfenster (Cardroc)

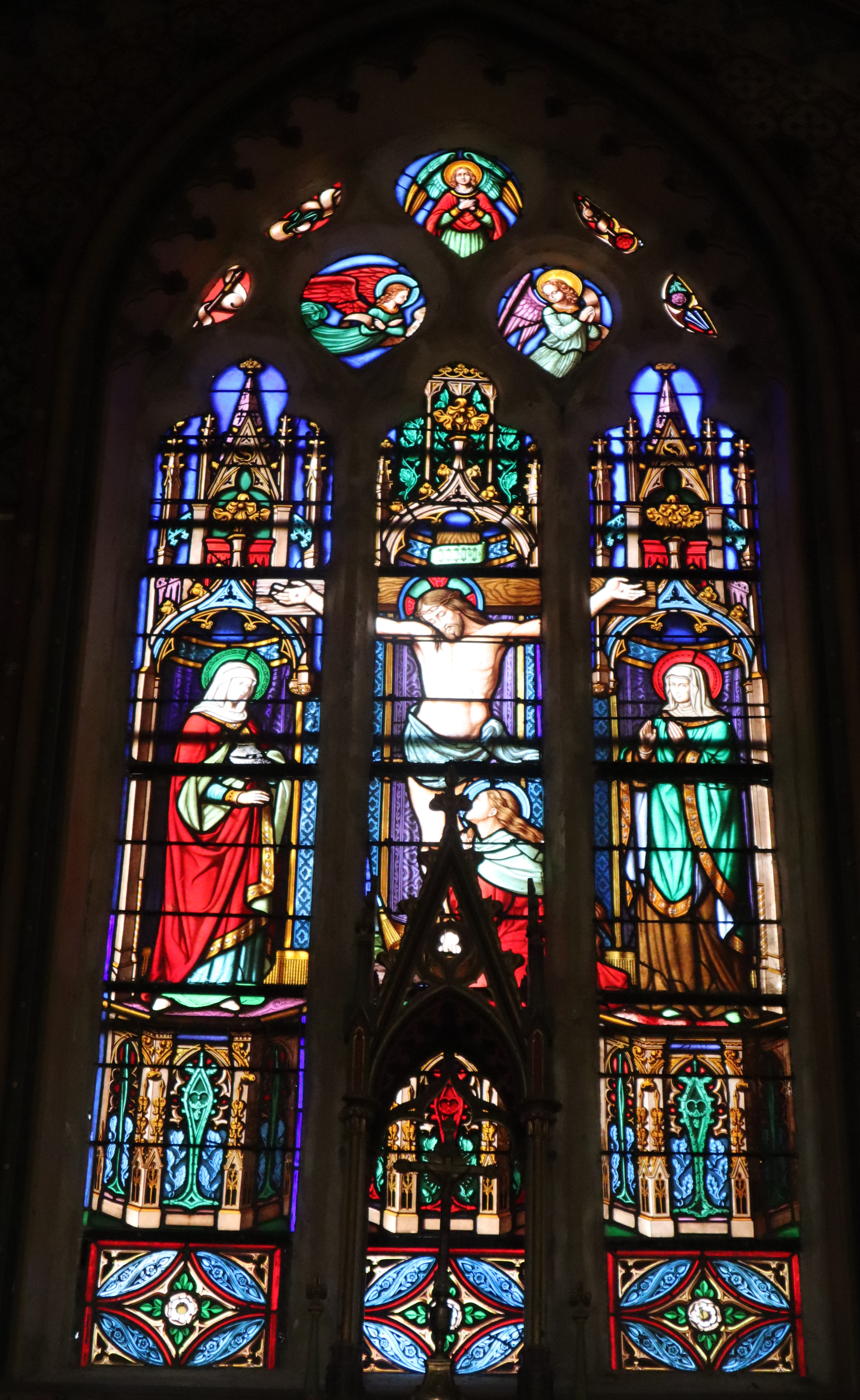
Kreuzigungsfenster in Cardroc

Das Kreuzigungsfenster in der katholischen Kirche Les-trois-Maries in Cardroc, einer französischen Gemeinde im Département Ille-et-Vilaine in der Region Bretagne, wurde Ende des 19. Jahrhunderts geschaffen. Das Bleiglasfenster wurde 1986 als Monument historique in die Liste der geschützten Objekte (Base Palissy) in Frankreich aufgenommen.
Das zentrale Fenster (Nr. 0) im Chor stammt aus einer unbekannten Werkstatt. In der Mitte ist Jesus am Kreuz dargestellt, links vom Kreuz steht Maria, rechts Maria von Bethanien und kniend vor dem Kreuz Maria Magdalena.  
Im Maßwerk sind drei Engel und die Arma Christi dargestellt.